# Campoletis media
Campoletis media är en stekelart som först beskrevs av Henry Lorenz Viereck 1925.  Campoletis media ingår i släktet Campoletis och familjen brokparasitsteklar. Inga underarter finns listade.